# Pavlenkî, Horol
Pavlenkî (în ucraineană Павленки) este un sat în comuna Vîșneakî din raionul Horol, regiunea Poltava, Ucraina.

## Demografie
Componența lingvistică a localității Pavlenkî
     Ucraineană (95%)
     Rusă (5%)
Conform recensământului din 2001, majoritatea populației localității Pavlenkî era vorbitoare de ucraineană (95%), existând în minoritate și vorbitori de rusă (5%).